# Щедровский, Игнатий Степанович
Игнатий Степанович Щедровский (15 сентября 1815, Расейняй, Литовско-Виленская губерния — 6 января 1870, Москва) — русский график и живописец польско-литовского происхождения, выдающийся жанрист натуральной школы, ассоциировавшийся с венециановцами.

## Биография
Игнатий Степанович Щедровский родился 15 сентября 1815 года в польско-литовской семье титулярного советника. Учился в Виленском университете у Й. Рустемаса. В 1833 году переехал в Петербург, где пытался на казенный счет поступить в Петербургскую Академию художеств, что однако ему не удалось. Поэтому с 1833 года по 1836 год посещал классы Академии художеств в качестве вольноприходящего.
Во время учёбы зарабатывал себе на жизнь репродукционной литографией с известных произведений искусства, заказы получал от ОПХ, так в частности он литографировал детали картины К. П. Брюллова «Последний день Помпеи».
В 1834 году представил «ландшафт масляными красками», на получение звания неклассного (свободного) художника.
В 1836 году получил звание свободного художника, «во внимание к хорошим успехам по части венециановской живописи».
В 1839 году, на средства ОПХ Щедровский выпускает свой первый альбом «Сцены из русского народного быта» (36 литографий), литографирование выполнили художники А. А. Умнов и Л. А. Белоусов.
В 1842 году получил звание академика живописи за картину «Русская свадьба».
В 1845 году Щедровский выпускает альбом «Вот наши».
Наиболее известные работы художника: «Продавец кваса» (1837), «Продавец сбитня» (около 1840), «Плотники», «Чтец на набережной» (1839), «Торговец лимонадом» (1839) «Продавец рыбы», «Купец и нищие», «Бондари», «Столярная мастерская», «Прачки», «Игра в свайку», «Игра в бабки», «Игра в шашки», «Игра в карты», «В трактире», «У питийного дома» «Бондари», «Продавец сит», «Разносчик и извозчик».
В некоторых источниках проходит как Н. Щедровский (вероятно, из-за схожести написания инициалов И. и Н).

## Галерея

Избранные работы
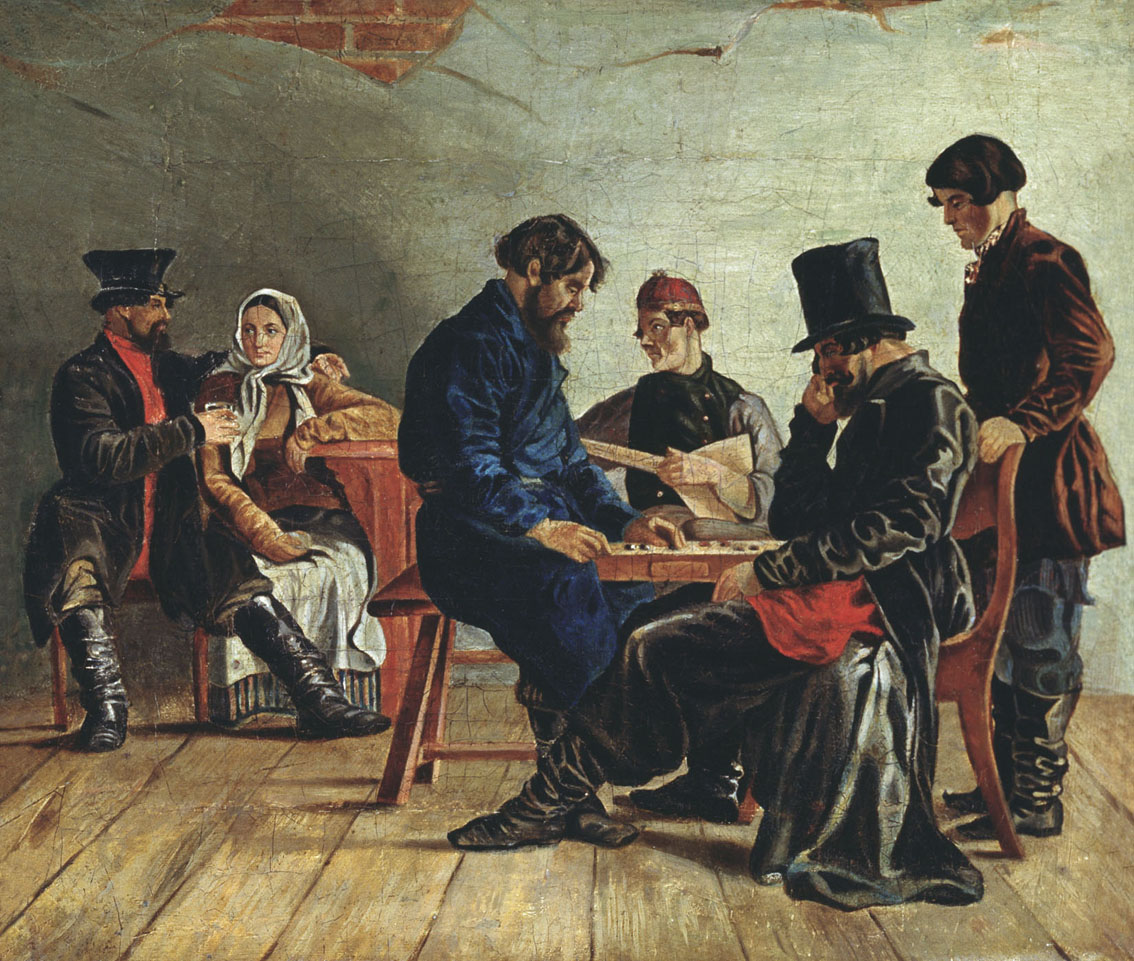
Игра в шашки Государственный художественный музей, Нижний Новгород